# Мілош Божанович
Мілош Божанович (серб. Милош Божановић; нар. 10 березня 1863, Славонія — пом. 14 грудень 1922 року, Белград) — сербський військовий діяч, генерал.

## Біографія
Народився 10 березня 1863 року в Славонії. Військову освіту одержав у Белграді, закінчивши військову академію.
Брав участь в Сербсько-болгарській війні, відзначився при облозі Видина.
У Першій Балканській війні командував 1-ю Дунайською піхотною дивізією, з якою особливо відзначився в Кумановській битві.
Після війни був військовим міністром Сербії в кабінеті Ніколи Пашича.
З початком Першої світової війни генерал Божанович призначений командувачем Ужицькою армією. Командував армією в Церскій битві, в якій сербські війська здобули перемогу і змусили австро-угорські війська відступити. Однак незабаром був зміщений з посади і призначений начальником Піротського укріпленого району на кордоні з Болгарією. 1 листопада 1914 року вийшов у відставку за власним бажанням.
Помер в 1922 році в Белграді.